# Рябцовский, Владимир Георгиевич
Владимир Георгиевич Рябцовский — советский хозяйственный, государственный и политический деятель.

## Биография
Родился в 1939 году в городе Джетыгара. Член КПСС.
С 1957 года — на хозяйственной, общественной и политической работе. В 1957—1946 гг. — горняк на руднике имени Чапаева, в шахте по добыче золота, бригадир монтажников на строительстве горно-обогатительного комбината «Кустанайасбест», бригадир машинистов экскаватора рудоуправления Джетыгаринского асбестового горно-обогатительного комбината «Кустанайасбест» государственной ассоциации «Союзстройматериалов».
Указами Президиума Верховного Совета СССР от 14 апреля 1975 года и от 19 марта 1981 года награждён орденами Трудовой Славы 3-й и 2-й степеней.
За большой личный вклад в повышение эффективности строительства и производства строительных материалов, снижение расходов материальных и топливно-энергетических ресурсов был в составе коллектива удостоен Государственной премии СССР за выдающиеся достижения в труде 1985 года.
Указом Президиума Верховного Совета СССР от 12 октября 1990 года награждён орденом Трудовой Славы 1-й степени.
Умер в селе Пласковское Гайского района Оренбургской области в 2017 году. Похоронен в селе Пласковское.